# Гаврилівка (Борівська селищна громада)
Гаври́лівка — село в Україні, у Борівській селищній громаді Ізюмського району Харківської області. Населення становить 21 особу. До 2020 орган місцевого самоврядування — Підвисочанська сільська рада.

## Походження назви
Топонім "Гаврилівка" ймовірно походить від імені батька Василя Гавриловича Зайцева, який, мабуть, і заснував цей хутір не пізніше середини XVIII ст., бо вже у 2-й пол. XVIII ст. ми бачимо його сина власником багатьох тутешніх хуторів (зокрема і слободи Калинівки) та земель слободи Гороховатки.

## Географія
Село Гаврилівка розташоване на берегах річки Горохуватка, яка через 6 км впадає в Оскільське водосховище (річка Оскіл). Нижче за течією розташоване село Гороховатка, вище за течією — село Калинове. Неподалік від села розташований Гаврилівський заказник.

## Історія
- 1785 — дата першої згадки села[1].
- 12 червня 2020 року, відповідно до Розпорядження Кабінету Міністрів України № 725-р «Про визначення адміністративних центрів та затвердження територій територіальних громад Харківської області», увійшло до складу Борівської селищної громади.[2]
- 19 липня 2020 року, в результаті адміністративно-територіальної реформи та ліквідації Борівського району, увійшло до складу Ізюмського району Харківської області[3].

## Населення

### Мова
Розподіл населення за рідною мовою за даними перепису 2001 року:
| Мова       | Кількість | Відсоток |
| ---------- | --------- | -------- |
| українська | 40        | 65.57%   |
| російська  | 21        | 34.43%   |
| Усього     | 41        | 100%     |

## Економіка
- В селі є вівце-товарна ферма, машинно-тракторні майстерні.